# Plataforma Pro
Plataforma Pro fue una plataforma ciudadana, surgida en 2007 en el seno de la asociación ¡Basta Ya!, cuyo objetivo era la creación de un nuevo partido político en España, como alternativa a los actuales para los votantes desencantados de ellos. Finalmente promovieron la creación de Unión Progreso y Democracia.

## Historia
El sábado 19 de mayo de 2007 45 personas se reunieron en San Sebastián con el objetivo de debatir sobre la necesidad y posibilidad de crear un nuevo partido político. En la reunión, la mayoría de los presentes eran vascos, muchos de ellos con una larga experiencia en organizaciones políticas, sindicales y cívicas, en muchos casos procedentes del ámbito de la izquierda, pero también de tradición liberal y ciudadana. Después de dicha reunión, tomaron la decisión de poner en marcha un proyecto ciudadano, social y político, de interés para personas de un amplio espectro democrático, y de toda España.
En la mencionada reunión se aprobó la formación de una nueva plataforma que convocara y reuniera a quienes consideran necesario formar un nuevo partido político para la totalidad de España, cuyo fin sería aportar nuevas propuestas políticas para los problemas considerados más importantes y necesarios para la sociedad española:
- la lucha contra ETA;
- la regeneración de la democracia en España;
- la oposición al nacionalismo obligatorio;
- la reforma de la Constitución para reforzar las libertades ciudadanas y la igualdad, con independencia de la región del ciudadano, etcétera.

La Plataforma Pro trabajaba por la creación y desarrollo de dicho partido, que debería tener por objetivo que este partido estuviera abierto a cualquier persona que apoyara su programa y sus objetivos e ideas básicas; dicho partido debería tener inequívocamente un ámbito nacional, y estaría dispuesto a unirse a aquellas organizaciones pólíticas que compartieran los compromisos y las líneas maestras del proyecto.
El objetivo de la Plataforma era lanzar este debate en toda España, con la intención de que el proyecto hubiera madurado lo suficiente a principios de otoño de 2007, con el apoyo, la colaboración y la implicación de personas y grupos de toda España, ya para converger con otros grupos políticos con similares objetivos en un partido común, o, en su caso, fundar un nuevo partido político listo para presentarse a las elecciones generales del 2008 en la mayor parte de España.

### Colaboradores
Entre los miembros o colaboradores de dicha Plataforma se encontraban el filósofo Fernando Savater, el portavoz de ¡Basta Ya! Carlos Martínez Gorriarán, el profesor Juan Luis Fabo o la eurodiputada socialista Rosa Díez. Esta última, anunció su abandono de las filas del PSOE en agosto de 2007 para involucrarse definitivamente con el proyecto. El diputado del PP en el parlamento vasco Fernando Maura también anunció que barajaba la opción de unirse a este nuevo partido. Otros grupos que manifestaron su apoyo a la Plataforma fueron por ejemplo la asociación Ciutadans de Cataluña, en especial sus miembros Arcadi Espada, Teresa Giménez Barbat, Albert Boadella y Xavier Pericay, y la asociación ¡Basta Ya!, en cuyo seno nació.
Desde el primer momento de la creación de la Plataforma Pro, se la comparó con la Asociación Ciutadans de Catalunya, surgida en Cataluña con objetivos muy similares pero más centrados en Cataluña, que dio origen al partido Ciudadanos-Partido de la Ciudadanía, que plasmó los ideales de dicha asociación. Los miembros de Plataforma Pro mostraron desde el primer momento su predisposición a la colaboración con ambos.
Pero con el paso del tiempo, dicho acuerdo se fue diluyendo. Primero, por la reafirmación de su carácter catalán y su orientación de centro-izquierda de Ciudadanos-Partido de la Ciudadanía; el portavoz de la Plataforma Pro, Carlos Martínez Gorriarán, llegó a de decir que "C's ha fracasado en toda regla". Más tarde, Albert Rivera, manifestó públicamente que en caso de una colaboración entre ambos grupos, se limitaría a una coalición, no a una fusión, mostrando además la falta de prisa en llegar a este acuerdo a falta de pocos meses para las elecciones generales de 2008. Como confirmación, la eurodiputada socialista y miembro de la Plataforma Rosa Díez manifestó la ausencia de conversaciones con Ciudadanos.
Tras el segundo congreso de Ciudadanos-Partido de la Ciudadanía, un amplio de grupo de militantes desencantados con el partido, y organizados en torno a las corrientes Alternativa Ciudadana y Regeneración Democrática, también manifestaron su intención de mantener negociaciones con la Plataforma Pro, si bien también está habiendo un continuo goteo de militantes de Cs a Plataforma Pro a nivel individual. Aún tras el anuncio de la incorporación definitiva de Rosa Díez a la Plataforma Pro, la relación entre ésta y Ciudadanos-Partido de la Ciudadanía y su posible unión o colaboración, quedó paralizada.
Otros partidos que manifestaron en su momento la intención de entablar negociaciones con dicha Plataforma para integrarse en ella son el Partido Social Demócrata (PSD) y el Partido Social Demócrata Español (PSDE), aunque no llegaron a ninguna conclusión definitiva, pues, según declaraciones del dirigente del PSD Fernando Piera: "Ellos están por la superación de la parcelación política tradicional y por una «interpretación» de la voluntad de la ciudadanía, por lo que prefieren una marca diferente a la socialdemócrata". Desde Plataforma Pro confirmaron que las conversaciones con estos dos partidos estuvieron en marcha, aunque en fase preliminar, con ellos y con otros muchos movimientos.
En septiembre de 2007, el hasta entonces presidente del Foro Ermua, el catedrático Mikel Buesa, anunció su propósito de participar en el partido político que surgiera de la Plataforma Pro, si bien en 2009 se desvincularía de esta opción pasando a apoyar en 2010 a Ciudadanos-Partido de la Ciudadanía.
Finalmente, en un acto público de presentación el 29 de septiembre de 2007 en el Teatro-Auditorio de la Casa de Campo de Madrid quedó constituido el nuevo partido que promovía la asociación con el nombre de Unión Progreso y Democracia.